# فرانسيس كابريل

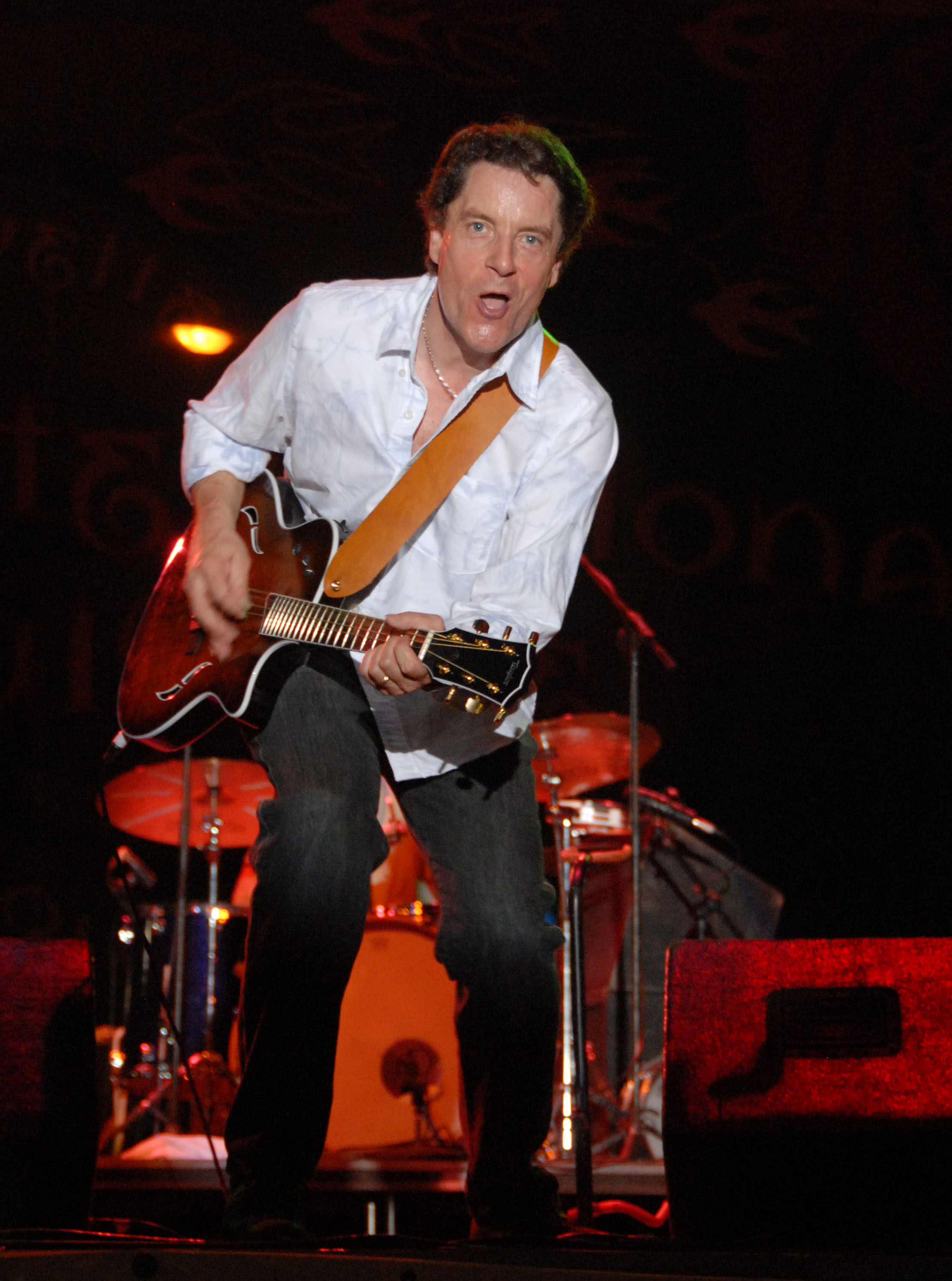
كابرال

فرانسيس كابريل (Francis Cabrel) هو مغني وملحن وكاتب أغاني وعازف غيتار فرنسي مشهور ولد في 23 نوفمبر 1953 في باريس لأبوين مهاجرين إيطاليين معروف عنه آداءه للاغنية الفرنسية الملتزمة وتحكي مجمل أغانيه عن الحب والفن والجمال.
أشهر أغانيه «أحبك حتى الموت» (Je l'aime à mourir) وأغنية «أحببتك وأحبك وسأحبك» (Je t'aimais, je t'aime, je t'aimerai).
متزوج وأب لثلاث بنات.

## روابط خارجية
- فرانسيس كابريل على موقع IMDb (الإنجليزية)
- فرانسيس كابريل على موقع ألو سيني (الفرنسية)
- فرانسيس كابريل على موقع ميوزك برينز (الإنجليزية)
- فرانسيس كابريل على موقع أول ميوزيك (الإنجليزية)
- فرانسيس كابريل على موقع ديسكوغز (الإنجليزية)
- فرانسيس كابريل على موقع قاعدة بيانات الفيلم (الإنجليزية)
- فرانسيس كابريل على موقع ليتربوكسد (الإنجليزية)
- فرانسيس كابريل على موقع كينوبويسك (الروسية)